# Pichanga
La pichanga est un plat typique de la cuisine chilienne dont les ingrédients sont différents selon qu'elle est chaude ou froide.

## Description
La pichanga froide se compose de différents types de charcuteries telles que le jambon, le salami, la mortadelle et les produits de porc, accompagnées d'olives, de fromage et de légumes marinés (oignons, cornichons, carottes, chou-fleur, etc.). Son origine réside dans la réutilisation de restes de viande séchée qui, en raison de sa taille, n'est plus vendue en tranches. Elle est donc découpée en cubes et mélangée à d'autres ingrédients. Il est courant de trouver un plateau de pichanga froide dans les rotiserías où elle est généralement vendue au gramme. Il n'est pas conseillé de la consommer sans avoir vérifié au préalable sa date de péremption car la présence de ces composants hétéroclites peut provoquer des troubles de l'estomac.
La pichanga chaude est originaire du sud du Chili. En raison de la similitude de certains ingrédients, il est souvent confondu avec la chorrillana, mais il s'agit en fait d'un plat différent composé de pommes de terre frites coupées en bâtonnets, de viande de bœuf hachée, de saucisses et/ou de saucissons en tranches, de fromage fondu, d'œuf dur, de tomate, d'avocat et d'autres légumes ; il peut souvent contenir des cornichons en tranches et des légumes marinés. C'est un plat riche en calories.
Les deux plats sont consommés directement picando (d'où le nom de pichanga) à partir d'un plateau entre plusieurs convives, avec des fourchettes ou des brochettes, pour accompagner la consommation de boissons, notamment alcoolisées.